# Neukirchen am Walde
Neukirchen am Walde è un comune austriaco di 1 609 abitanti nel distretto di Grieskirchen, in Alta Austria; ha lo status di comune mercato (Marktgemeinde).